# Macquartia obscura
Macquartia obscura är en tvåvingeart som först beskrevs av Daniel William Coquillett 1902.  Macquartia obscura ingår i släktet Macquartia och familjen parasitflugor. Inga underarter finns listade i Catalogue of Life.